# Uzorak (digitalna obrada zvuka)
Uzorak (eng. sample), u digitalnoj obradi zvuka je diskretna vrijednost u točki vizualne predodžbe zvučnog signala (mora) koja predočuje zvuk u toj točki. Također i čin uzimanja slijeda takvih vrijednosti. Svi digitalni zvukovi moraju biti uzorkovani kod diskretnih točaka. Suprotno tomu, analogni zvuk (kao onaj iz zvučnika) uvijek je stalan signal.